# Lőtávolban
A Lőtávolban (eredeti cím: At Close Range) 1986-ban bemutatott amerikai neo-noir bűnügyi filmdráma James Foley rendezésében. A főbb szerepekben Sean Penn, Christopher Walken, Mary Stuart Masterson, Chris Penn, David Strathairn, Crispin Glover, Kiefer Sutherland és Eileen Ryan látható. 
1986. április 18-án mutatták be, Magyarországon DVD-n adták ki szinkronizálva.

## Cselekmény
Ifjabb Brad Whitewood elvált édesanyjával nő fel egy vidéki amerikai kisvárosban. Apja, idősebb Brad Whitewood egy bűnszervezetet vezet, amelynek számos családtagja dolgozik. Az ifjabbik Whitewood egy nap anyja szeretőjével keveredik verekedésbe. Ezután először az apjának dolgozik, majd testvérével, Tommyval saját szervezetet alapít. Miután apja jelenlétében megfojt egy rendőrségi besúgót, elmondja apjának a kilépési szándékát.
Idősebb Whitewood attól fél, hogy fia, Brad feladja őt a rendőrségen. Megerőszakolja Terry-t, a fia barátnőjét, ami figyelmeztetés a fia számára. Az ifjabb Whitewood a nemi erőszakra válaszul felfedi apja tevékenységét a hatóságok előtt.
Az idősebb Whitewood ezután megöli a banda összes tagját, még legkisebb fiát is, Tommyt, mivel tanúk lehettek volna egy bírósági perben. Miután ifjabb Brad és Terry úgy dönt, hogy Montanába menekülnek, az idősebb Whitewood mindkettőjüket meggyilkoltatja. Terry meghal, de ifjabb Brad súlyos sérülésekkel túléli a támadást. Elvonszolja magát az apja házához, ahol csak ő van egyedül. Vérzését azzal magyarázza apjának, hogy egy legelő kerítésén fennakadt, és felkeresi a mosdót, ahol egy rejtekhelyről egy pisztolyt vesz magához. Miután visszatér a konyhába, megfenyegeti az apját, hogy lelövi, és sakkban tartja, amíg a rendőrség megérkezik.
Az utolsó jelenet ifjabb Brad szülővárosának bíróságán játszódik. Ott kell tanúskodnia az apja ellen. Miután az ügyész megkérdezi a nevét – azt válaszolja: ifjabb Brad Whitewood – ekkor meg kell mondania, hogy ismer-e egy idősebb Brad Whitewoodot. Erre a kérdésre könnyes szemmel válaszol: „Ő az apám”.

## Szereplők
| Szerep                        | Színész               | Magyar hang           | Magyar hang      | Magyar hang     |
| Szerep                        | Színész               | 1. szinkron (1990–91) | 2. szinkron      | 3. szinkron     |
| ----------------------------- | --------------------- | --------------------- | ---------------- | --------------- |
| Bradford "Brad" Whitewood Jr. | Sean Penn             | Rékasi Károly         | Stohl András     | Dányi Krisztián |
| Bradford "Brad" Whitewood Sr. | Christopher Walken    | Felföldi László       | Sörös Sándor     | Háda János      |
| Terry                         | Mary Stuart Masterson | Orosz Helga           | Szénási Kata     | Vadász Bea      |
| Thomas "Tommy" Whitewood      | Chris Penn            | Kálid Artúr           |                  |                 |
| Julie                         | Millie Perkins        | Szerencsi Éva         | Virághalmy Judit |                 |
| nagymama                      | Eileen Ryan           | Pásztor Erzsi         |                  |                 |
| Patch Whitewood nagybácsi     | Tracey Walter         | Botár Endre           |                  |                 |
| Dickie                        | R. D. Call            | Balázsi Gyula         |                  |                 |
| Tony Pine                     | David Strathairn      |                       |                  |                 |
| Boyd                          | J. C. Quinn           | Rosta Sándor          |                  |                 |
| Mary Sue                      | Candy Clark           | Détár Enikő           | Antal Olga       |                 |
| Lester                        | Jake Dengel           | Rajhona Ádám          |                  |                 |
| Tim                           | Kiefer Sutherland     | Bartucz Attila        |                  |                 |
| Lucas                         | Crispin Glover        | Bor Zoltán            | Szokol Péter     |                 |
| Aggie                         | Stephen Geoffreys     | Minárovits Péter      |                  |                 |
| Ernie                         | Alan Autry            | Vass Gábor            |                  |                 |
| Jill                          | Noelle Parker         |                       |                  | Molnár Ilona    |
| eladó                         | Paul Herman           |                       |                  |                 |

## A film készítése
A filmet – bár a cselekménye a pennsylvaniai Chester és Lancaster megyében történt eseményeket mitatja be – a Tennessee állambeli Franklinben és a Tennessee állambeli Spring Hillben forgatták.

## Fogadtatás

### Kritikai visszhang
Roger Ebert filmkritikus 1986. április 18-án a Chicago Sun-Times-ban azt írta, hogy a film egy „erőszakkal teli, felejthetetlen” történetet mesél el. Az 1978-as, valós eseményeken alapuló film Ebertet ókori tragédiákra emlékeztette. A „nagyszerű színészek, Sean Penn és Christopher Walken csúcsformában vannak”.
A Encyclopedia of International Film szerint a film „lebilincselően megrendezett thriller, szociálpszichológiai háttérrel, erőteljes miliőábrázolással és meggyőző színészi alakításokkal”. Az „apa-fiú konfliktus” azonban „csak tökéletlenül kerül kifejtésre”, és „gyakran háttérbe szorul az akciójelenetek mögött”.[forrás?]

### Bevételi adatok
Az elismerések és a kellemes kritikák ellenére a film nem aratott kasszasikert. Az észak-amerikai jegypénztáraknál összesen 2 347 000 dollár bevételt ért el a 83 moziban bemutatott film, ami kevesebb, mint a 6,5 millió dolláros gyártási költségvetése.

## Fordítás
- Ez a szócikk részben vagy egészben  az   At Close Range című angol Wikipédia-szócikk fordításán alapul.  Az eredeti cikk szerkesztőit annak laptörténete sorolja fel. Ez a jelzés csupán a megfogalmazás eredetét és a szerzői jogokat jelzi, nem szolgál a cikkben szereplő információk forrásmegjelöléseként.
- Ez a szócikk részben vagy egészben  az   Auf kurze Distanz (1986) című német Wikipédia-szócikk fordításán alapul.  Az eredeti cikk szerkesztőit annak laptörténete sorolja fel. Ez a jelzés csupán a megfogalmazás eredetét és a szerzői jogokat jelzi, nem szolgál a cikkben szereplő információk forrásmegjelöléseként.